# Tarrafal (Santiago)
Tarrafal é uma vila e sede do concelho do mesmo nome na ilha de Santiago, em Cabo Verde.
A vila do Tarrafal tem das poucas praias de areia branca da ilha e, certamente, uma das mais paradisíacas do arquipélago, numa baía rodeada de coqueiros. A norte da vila está a ponta nomeada Preta ou Fazenda com o farol e, a nordeste, fica o Monte Graciosa.

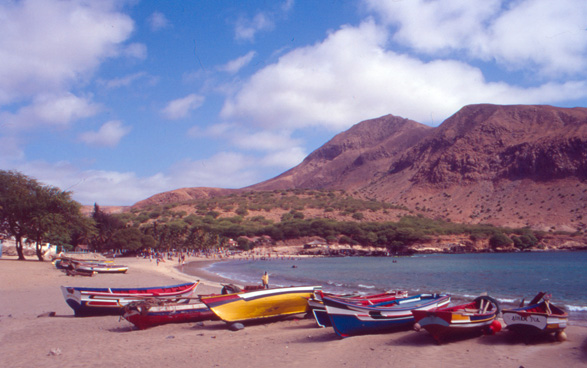
Baía Verde, Tarrafal.

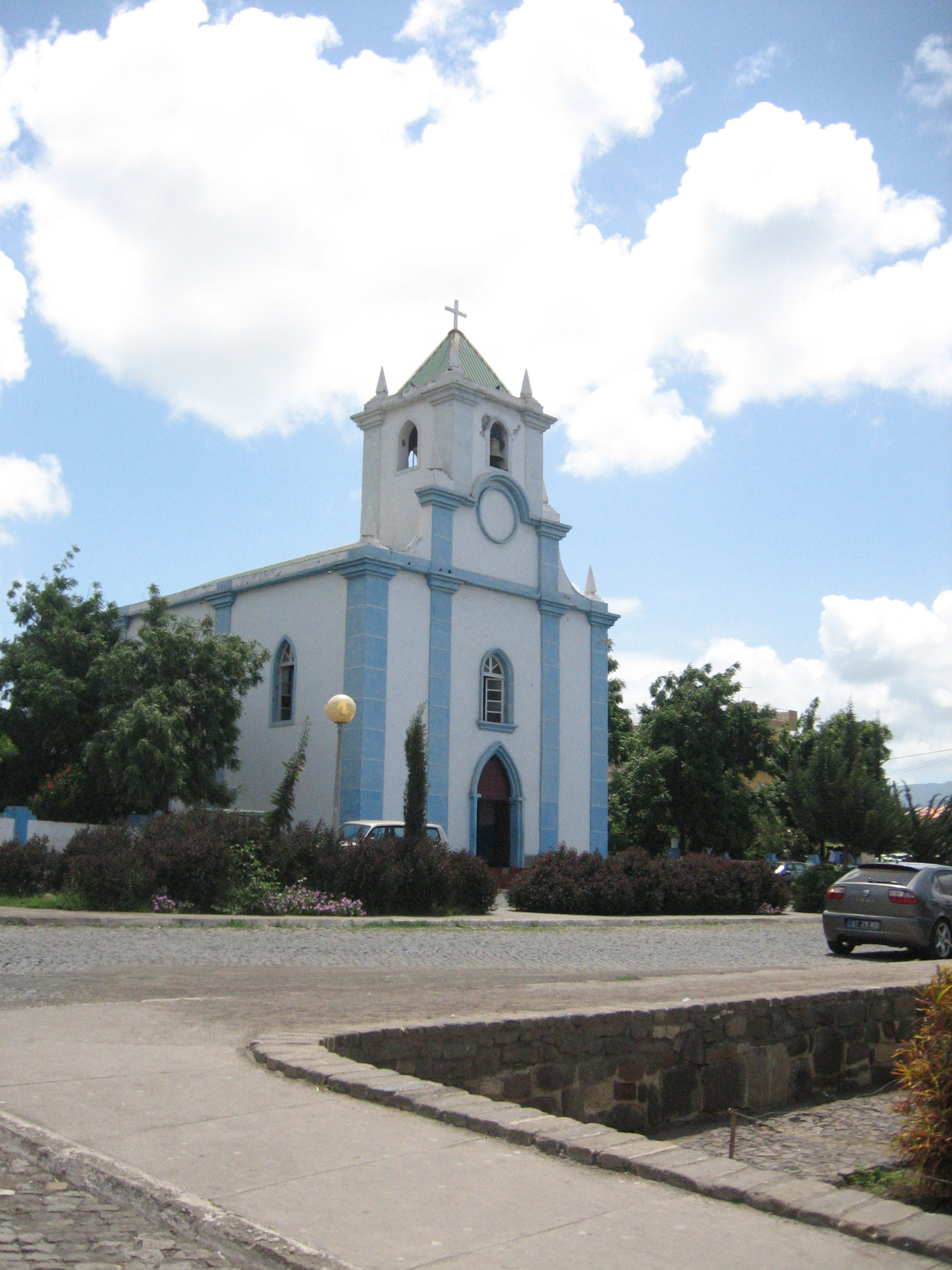
Igreja do Santo Ámaro Abade

Inicialmente uma vila piscatória, a vila foi gradualmente ganhando importância com o acréscimo do turismo.

## População
| Ano         | População |
| ----------- | --------- |
| 1990, censo | 3 626     |
| 2000, censo | 5 785     |
| 2010, censo | 6 656     |

## Desporto
Os clubes de futebol da vila são Amabox Barcelona, Beira-Mar, o novo clube Delta Cultura e Varandinha.  Todos os clubes jogam no Estàdio Municipal do Tarrafal (ou Mangui).

## Uma cratera em Marte
Uma cratera marciana, localizada a nordoeste do quadrângulo de Oxia Palus (ou Oxia), recebeu o nome de Tarrafal, o nome foi dado oficialmente em 6 de maio de 2013 pela União Astronómica Internacional.